# Рупосово (Смоленская область)
Рупосово — исчезнувший населённый пункт на территории современного Угранского района Смоленской области, Россия. Располагался на правом берегу реки Угра.
Легенда связывает основание Рупосова с именем греческого монаха Рупоса, якобы поставившего в XVI веке на месте будущего села скит. В исторических документах Рупосово впервые упоминается в 1600 году.
23 декабря 1775 года при образовании Смоленского наместничества Рупосово было преобразовано в уездный город Рупосов. Однако уже 13 февраля 1777 года центр Рупосовского уезда был перенесён в Юхнов, а Рупосово лишено статуса города. До 1928 года Рупосово было центром Рупосовской волости Юхновского уезда.
В ходе боёв Великой Отечественной войны Рупосово было полностью уничтожено и в 1950 году официально упразднено.